# Fortifications de la Rhune
Les fortifications de la Rhune sont des ouvrages de défense érigés sur la montagne de la Rhune, à proximité immédiate et à l'ouest de la frontière entre l'Espagne et la France. Si certains datent de l'époque protohistorique, d'autres ont été construits à l'époque contemporaine, soit en préparation des combats qui devaient se dérouler en 1793 et 1794, entre l'armée des Pyrénées occidentales et les assaillants espagnols, soit pour contrer l'invasion de la coalition anglo-hispano-portugaise du futur duc de Wellington.

## Les fortifications protohistoriques
Les fortifications protohistoriques de la Rhune s'inscrivent dans un ensemble plus vaste de défenses érigées dans le Sud-Ouest de la France. Une partie de celles du Pays basque, tant français qu'espagnol, a été décrite par le général Francis Gaudeul. Certaines d'entre elles ont également été renforcées et réutilisées pour les combats de l'époque contemporaine, comme la redoute Louis XIV de Sare ou la forteresse d’Ihicelhaya d'Ascain.

## Pour approfondir